# 望天树
望天树（学名：Shorea wangtianshuea）为龙脑香科娑罗双属下的一个种，有时也归类于柳安属（Parashorea chinensis）。为中国国家Ⅰ级保护植物。
望天树生长形态为大型乔木，高 40 - 60 米，胸径 60-150厘米。在中国分布于云南南部（勐腊、河口）、广西南部（那坡，巴马，龙州等），同时也分布于越南和老挝北部。
在中文资料中，常记载为中国最高的树种之一，树高可达 80 米，但在可靠的文献记录中最高的望天树大约为 71.3 米。